# Phelsuma modesta
Phelsuma modesta is een hagedis die behoort tot de gekko's. Het is een van de soorten madagaskardaggekko's uit het geslacht Phelsuma.

## Naam en indeling
De wetenschappelijke naam van de soort werd voor het eerst voorgesteld door Robert Friedrich Wilhelm Mertens in 1970. De soortaanduiding modesta betekent vrij vertaald 'bescheiden'.

### Ondersoorten
De soort wordt verdeeld in twee ondersoorten die onderstaand zijn weergegeven, met de auteur en het verspreidingsgebied.
| Naam                        | Auteur        | Verspreidingsgebied                                    |
| --------------------------- | ------------- | ------------------------------------------------------ |
| Phelsuma modesta leiogaster | Mertens, 1973 | Madagaskar (Toliara, Ambovombe, Fort Dauphin, Betioky) |
| Phelsuma modesta modesta    | Mertens, 1970 | De rest van het areaal                                 |

## Uiterlijke kenmerken
Phelsuma modesta bereikt een kopromplengte tot 4,6 centimeter en een totale lichaamslengte inclusief staart tot 9,6 cm. De hagedis heeft een grijsbruin kleur en heeft een duidelijke tekening maar geen strepen. Het aantal schubbenrijen op het midden van het lichaam bedraagt 82 tot 87.

## Verspreiding en habitat

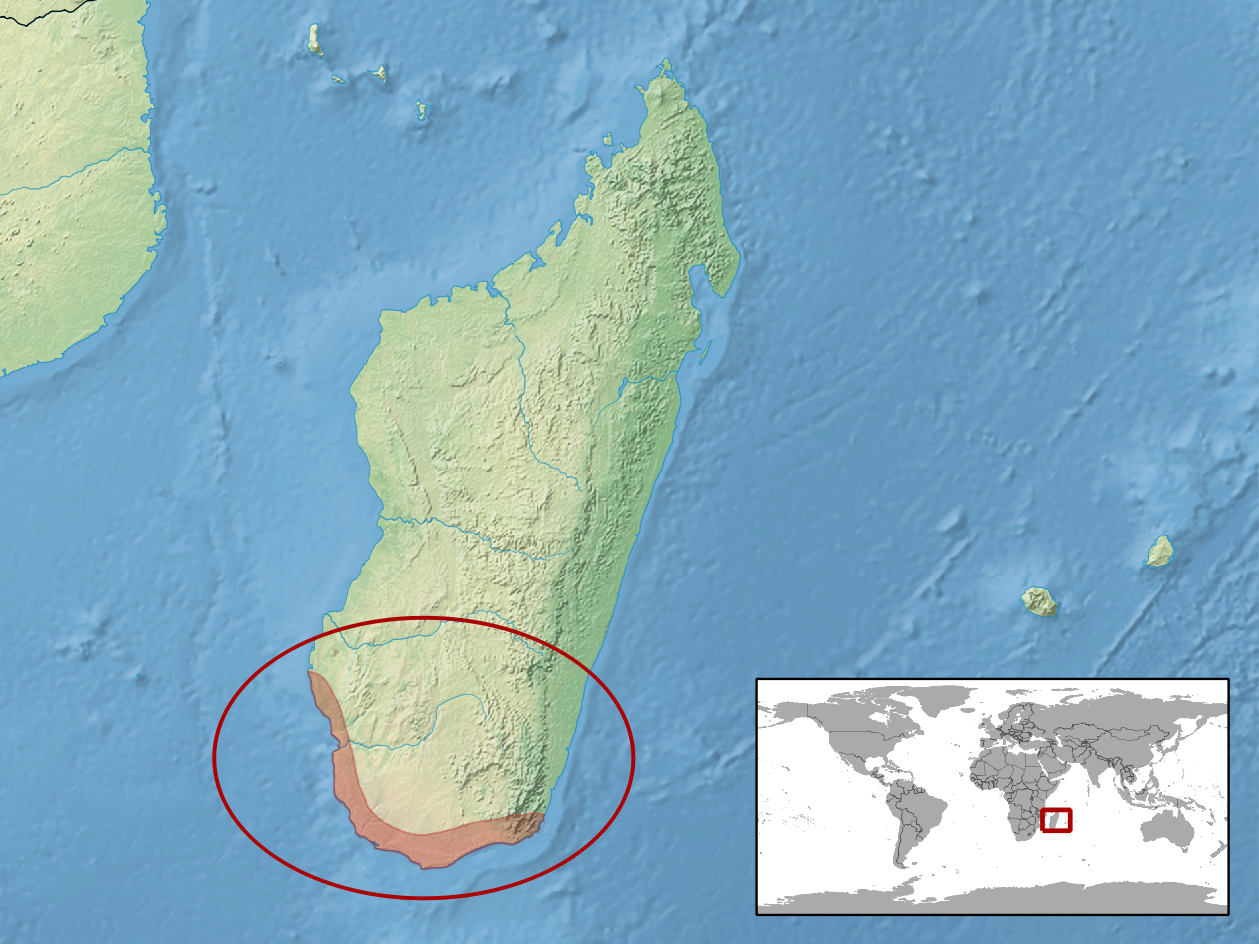
Verspreidingsgebied binnen Madagaskar in het rood.

De soort komt voor in delen van Afrika en leeft endemisch in zuidelijk Madagaskar. De habitat bestaat uit vochtige tropische en subtropische laaglandbossen. Ook in door de mens aangepaste streken zoals landelijke tuinen en stedelijke gebieden kan de hagedis worden gevonden.

## Beschermingsstatus
Door de internationale natuurbeschermingsorganisatie IUCN is de beschermingsstatus 'veilig' toegewezen (Least Concern of LC).